# Industriemineral
 Industrieminerale sind feste, im Wesentlichen monomineralische Rohstoffe, die nicht für die Herstellung von Metallen verwendet werden und für industrielle Zwecke eingesetzt werden. Ein Gegenbeispiel sind die Erze, die wegen ihres Metallgehaltes abgebaut werden und dann durch den Prozess der Verhüttung in gediegene (elementare) Metalle umgewandelt werden. Der Grund für den Einsatz von Industriemineralen liegt hingegen häufig in den chemischen, mitunter aber auch in den physikalischen Eigenschaften des Minerals selbst, z. B. in ihrer Härte, ihrer Doppelbrechung oder ihrer Piezoelektrizität.

## Anwendungsfelder

### Minerale in der keramischen Industrie
Tonminerale dienen als plastischer keramischer Rohstoff. Feldspat erhöht die chemische Beständigkeit von Sanitärkeramiken. Quarz dient als Magerungsmittel. Magnesit und die Bauxit-Minerale Boehmit, Gibbsit und Diaspor sowie der Zirkon sind wichtige Rohstoffe für Feuerfest-Keramiken.

### Minerale in der Baustoffindustrie
Gips wird aufgrund seiner Eigenschaft, beim Trocknen auszuhärten, eingesetzt. Calcit und die Tonminerale sind die beiden Hauptrohstoffe für die Herstellung von Zement.

### Minerale in der optischen Industrie
Quarz wird aufgrund des Piezoeffektes als Schwingquarz in Uhren verwendet. Rubin findet Anwendung in Lasern. Kassiterit wird in photokatalytischen Schichten eingesetzt.

### Minerale in der Papierindustrie
Kaolinit, Calcit und Aragonit sind wichtige Füllstoffe und Streichfarben.

### Minerale im Maschinenbau
Diamant wird aufgrund der hohen Härte in Bohrkronen und als Schleifmittel eingesetzt. Weitere mineralische Hartstoffe sind Korund und – mit gewissen Abstrichen aufgrund der geringeren Härte – Quarz.

### Minerale in der Elektrotechnik
Muskovit wird für die Herstellung elektrischer Isolatoren verwendet.

### Minerale in der kosmetischen Industrie
In diesem Industriezweig spielen Tone als Füllstoffe eine große Rolle. Minerale der Glimmergruppe finden in vielen dekorativen Kosmetika Verwendung.

### Minerale in der Nahrungsmittelindustrie
Kieselgur dient als Filter bei der Bierherstellung.

### Minerale in der Geotechnik
Baryt wird als Zuschlagstoff in Bohrspülungen verwendet. Montmorillonit wird aufgrund seiner Thixotropie genutzt, um Bohrlöcher zu stabilisieren: Beim Stop einer Bohrung bildet sich eine stabile Kartenhausstruktur, die Bohrspülung wird fest und widersteht dem lithostatischen Druck der Umgebung. Wenn die Bohrung fortgesetzt wird, verflüssigt sich die Bohrspülung nach einer gewissen Zeit wieder.